# Arthur Woolf
Pour les articles homonymes, voir Woolf.
Arthur Woolf (né en novembre 1766 à Camborne, Cornouailles et mort le 26 octobre 1837 à Guernesey) était un ingénieur mécanicien anglais. Il est l'inventeur d'une des premières machines compound pratiquement utilisables.

## Les débuts
Il quitta les Cornouailles en 1785 pour rejoindre la société de Joseph Bramah à Londres et travailla en qualité d’ingénieur pour différents constructeurs jusqu’en 1811, date où il décide de retourner en Cornouailles. Il eut plusieurs disciples dont Michael Loam, inventeur de la Man machine.
En 1803, Woolf déposa un brevet relatif à une chaudière renforcée pour la production de vapeur à haute pression.

## Les machines à double expansion
Le 7 juin 1804, il déposa le brevet No 2772 sur les principaux éléments de son invention la plus célèbre : une machine à vapeur compound à haute pression (environ 3 bars) et utilisant deux cylindres successifs (double compound)  pour réaliser l’expansion complète de la vapeur. Les premières tentatives de réaliser un tel moteur avaient été menées par Jonathan Hornblower, qui en avait déposé le brevet en 1781. Sa première machine avait équipé la mine de Saint-Tincroft, en Cornouailles. Elle possédait deux cylindres : l'un de 53 cm de diamètre avec un piston de 1,83 m et l'autre de 68 cm de diamètre avec un piston de 2,44 m, connectés en série à la même extrémité du balancier. Les premières machines de ce type ont montré un rendement à peine amélioré : la pression de vapeur était en effet trop basse, les tuyaux entre les deux enceintes étaient d'un trop faible diamètre et le condenseur était inefficace ; ce principe avait toutefois l’avantage de réduire l’amplitude du réchauffement et du refroidissement de chacun des cylindres et donc d’économiser du combustible.

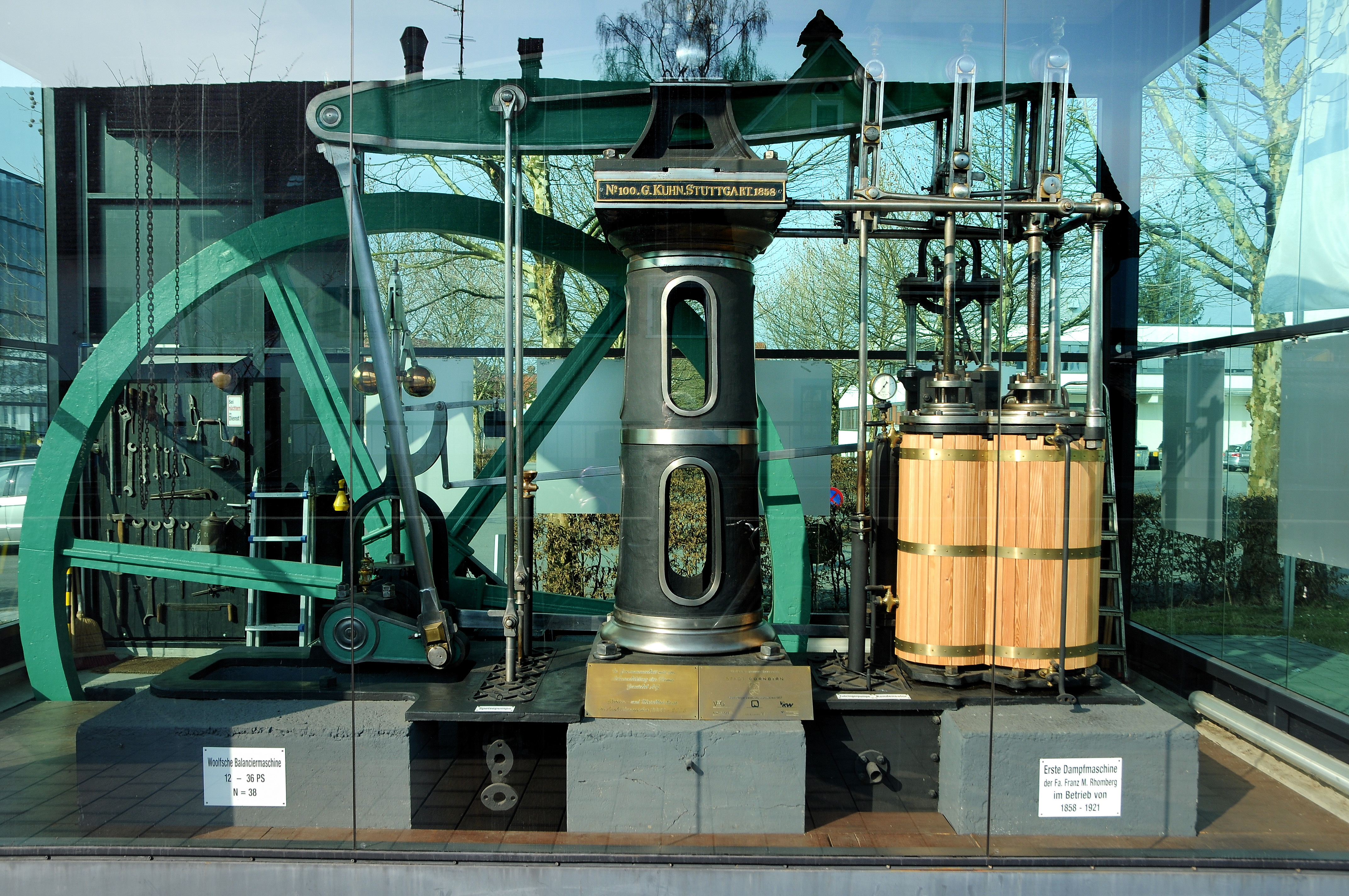
Machine Woolf construite par la firme allemande G.Kuhn de Stuttgart en 1858. Elle fut en service à Dornbirn jusqu'en -1921.

Les moteurs à double expansion mettent en œuvre deux cylindres ou davantage : le premier cylindre, de volume plus faible, travaille à haute pression ;  la vapeur se détend dans un second cylindre, plus grand, et met en mouvement un autre piston à plus basse pression, etc. On peut récupérer davantage d’énergie avec un condenseur en plus. Cette utilisation judicieuse du principe d’expansion de James Watt ne donnera des machines aux rendements remarquables qu'à partir de l'automne 1814.
À cette époque la thermodynamique n'en était qu'à ses balbutiements : les ingénieurs comme Woolf travaillaient avec une théorie physique inachevée. En particulier, leur distribution s'interrompait au milieu d'un temps moteur, empêchant une détente complète dans le piston. Il faudra attendre 1814 pour voir des machines Woolf efficaces : celles de la mine de cuivre de Wheal Abraham, et celle de la mine d'étain de Wheal Vor.
Dans son livre De la richesse minérale (t III, 1819), Héron de Villefosse donne un mode de calcul de la puissance des machines de Woolf , grâce à une évaluation de l’effort de la vapeur sur les pistons en cinq points équidistants de la course. La première description détaillée en français de la machine de Woolf construite par Humphrey Edwards paru en 1818 dans le Bulletin de la société d’Encouragement. Jean Nicolas Pierre Hachette y  avait adjoint une note, dont les éléments paraissent avoir été transmis par Edwards lui-même et qui consiste en un mode de calcul de la puissance qui se borne à évaluer l’effort sur le piston à chaque fin de course. À noter que dans la célèbre loi de Woolf, l’auteur a confondu les atmosphères et les livres par pouce carré ce qui sera source de multiples confusions.

## Importance des machines de Woolf
Les machines de Woolf, essayées par Riche de Prony en 1821, ont suscité l’intérêt  de Sadi Carnot qui rédigea peu après les Réflexions, conduisant à la naissance de la thermodynamique. Ces machines furent développées en France par son ancien associé Humphrey Edwards bientôt concurrencées par celles de l'américain Jacob Perkins qui fonctionnaient à des pressions bien supérieures.